# Schornbach (Rems)
Der Schornbach ist ein unter 7 km langer Bach im Rems-Murr-Kreis in Baden-Württemberg, der in der Stadt Schorndorf von rechts und Nordosten in die mittlere Rems mündet. Der Name ist eine Verkürzung von Schorn(dorf)bach und entsprechend wurde das Gewässer nach dem Ort benannt.

## Geographie

### Verlauf
Der Schornbach entsteht in den Berglen auf etwa 401 m ü. NHN wenig westlich des Ortsrands des Dorfes Vorderweißbuch der Gemeinde Berglen. Am Abzweig eines Feldweges von der K 1872 nach dem Weiler Birkenweißbuch setzt ein Graben ein, der neben Wiesen und Baumgrundstücken südwestwärts läuft, bald in einer eingetieften Geländerinne. Abschnittsweise fließt das Gewässer auch unterirdisch und nach weniger als 0,4 km fließt von Ostnordosten her ein zweiter Quellast aus einer etwas kürzeren, zuletzt baumerfüllten Geländerinne zu.
Danach läuft der Schornbach selbst in nach wie vor südwestlicher Richtung in einer Waldklinge, in der ihn zuoberst die K 1916 Birkenweißbuch–Schornbach quert, die ihm danach am linken Unterhang des sich stark eintiefenden Tals folgt. Weniger als einen Kilometer unterhalb des Bachursprungs beginnt dieses sich langsam nach links zu wenden; etwa anderthalb Kilometer nach diesem hat der Bach am Zufluss des aus dem Westen kommenden Waldbachs Buchenbächle seine nun bis fast zur Mündung beibehaltene Laufrichtung nach Südosten erreicht.
Der linke Hang bis fast ans Ufer herab ist dort auf einem kurzen Abschnitt waldfrei und von kleinen Obstwiesengrundstücken eingenommen, bis zum Einschnitt des Reisklingenbachs, der etwa 0,3 km nach dem Buchenbächle von Nordosten her zufließt. Auch danach bleibt unter am linken Hang wieder einsetzendem Wald die breite linke Talaue offen. Der Bach fließt nun ins Stadtgebiet von Schorndorf ein und nachdem die begleitende Straße auf seine rechte Seite gewechselt ist, nähert sich von Westen her der Mönchsklingenbach, dieser fließt aber noch eine Weile fast parallel zum Schornbach in dessen Aue. Die Hänge sind von nun an bis mindestens auf mittlere Höhe meistens waldfrei.
Nach dem Zurückwechseln der Straße auf die linke Seite des Baches mündet der Mönchsklingenbach schließlich. Rechtsseits geht an der Stelle ein Mühlkanal ab, auf der langen und schmalen Insel zwischen den zwei Läufen liegt nun am Ortsrand des fast zur Gänze linksseits des Baches liegenden Dorfes Schornbach dessen Sportgelände. Erst kurz nachdem der aus dem Norden kommende Bodenbach, der längste und einzugsgebietsreichste Zufluss des Schornbachs, zuletzt durch die Ortsmitte von Schornbach zugemündet ist, laufen Bach und Mühlkanal etwas weniger als einen Kilometer nach der Verzweigung an der rechtsseits stehenden Schornbacher Mühle wieder zusammen.
Der Schornbach fließt nun am restlichen Teil des ans linke Ufer reichenden geschlossenen Ortsgebietes von Schornbach vorbei. Die danach noch zulaufenden Gewässer führen meist nur unbeständig Wasser. Nach dem Ort wird die Talaue recht breit und der Bach erreicht die vierspurig ausgebaute B 29. Vor ihrem Damm durchläuft der Bach das gewöhnlich trockenliegende Hochwasserrückhaltebecken Schornbach. Jenseits erreicht er gleich danach den nördlichen Stadtrand von Schorndorf selbst und durchzieht die überwiegend erst in der zweiten Hälfte des 20. Jahrhunderts bebauten Siedlungsflächen Schorndorfs nördlich der Rems in weiterhin offenem und von einer Gehölzgalerie begleitetem Lauf. Nachdem er in der Stadt die Welzheimer Straße (L 1150) unterquert hat, knickt er nach rechts ab und läuft seinen letzten Viertelkilometer nach Südwesten. Dann mündet er auf etwa 243,2 m ü. NHN von rechts in die mittlere Rems, etwa 200 Meter unterhalb des letzten Mündungsarms der bedeutenderen, von derselben Seite her zulaufenden Wieslauf und weniger als 100 Meter vor der Remsbrücke der Schorndorfer Benzstraße (L 1147).
Der Schornbach mündet nach einem 6,6 km langen Lauf mit mittlerem Sohlgefälle von ca. 24 ‰ etwa 158 Höhenmeter unterhalb seines Ursprungs bei Vorderweißbuch.

### Einzugsgebiet
Das Einzugsgebiet des Schornbachs ist 11,1 km² groß, von denen über ein Drittel im oberen Teil im Unterraum Berglen liegen, der übrige Teil im Unterraum Mittleres Remstal und Schorndorfer Becken des Naturraums von Schurwald und Welzheimer Wald. Der höchste Punkt liegt an der westlichen Wasserscheide auf dem Hochplateau des Hohensteins und erreicht rund 462 m ü. NHN.
Reihum grenzen die Einzugsgebiet der folgenden Nachbargewässer an:
- Im Nordwesten fließt der Rosenbach zum Buchenbach, einem Zufluss der Murr;
- im Nordosten liegt das Einzugsgebiet des Weilerbachs, der über die Wieslauf zur Rems entwässert;
- im übrigen Osten laufen kleinere rechte Zuflüsse zur unteren Wieslauf;
- im Südwesten konkurriert deren nächster rechter Zufluss Ramsbach nun unterhalb des Schornbachs zur Rems;
- im Westen erreicht der Abfluss zur anderen Seite über die Steinach wieder den Buchenbach.

Der Bach entsteht auf der offenen, von Wiesen, Obstwiesen und wenigen Äckern bedeckten Hochebene der östlichen Berglen beim Ort Vorderweißbuch und tritt dann bald in sein bewaldetes Obertal ein, dessen Forste sich rechtsseits weit bis zur Wasserscheide am Hohenstein hinaufziehen, während sich linksseits oberhalb des steilen Talhangs die offene Hochebene talabwärts fortsetzt. Schon ab seiner vollendeten Wende auf südöstliche Laufrichtung noch am Oberlauf öffnet sich der Talgrund. Etwas vor Schornbach zieht sich der Wald auf die oberen Hänge zurück. Linksseits am Ellenberg unmittelbar im Norden von Schornbach nimmt nun eine südexponierte Obstbaulandschaft den Hang bis fast zu seiner oberen Kante ein, sie setzt sich auf dieser Seite danach am Dürftenberg und am Sünchenberg fort. Am weniger sonnigen rechten Unterhang findet sich diese Nutzung, sobald dieser flacher wird, unterhalb von Mannshaupten, am Roten Berg gegenüber von Schornbach und zuletzt am Holzberg.
Unmittelbar am Bach stehen nur am Mittellauf das fast ganz linksseits liegende Schorndorfer Dorf Schornbach sowie auf dem letzten Kilometer bis zur Mündung rechtsremsische Teile von Schorndorf. Ebenfalls zu Schorndorf gehören der Weiler Mannshaupten westlich von Schornbach auf einer ersten Höhenstufe rechts über dem Tal und die eine Hälfte des Dorfes Buhlbronn, durch das die Wasserscheide zwischen dem Nebental des Bodenbachs und dem Wieslauftal zieht. Die übrigen Orte im Einzugsgebiet stehen auf der Hochebene im Norden, nahe der Quelle das Dorf Vorderweißbuch, rechtsseits über dem obersten Waldtal der Weiler Birkenweißbuch, linksseits über dem oberen Tal der Weiler Streich; alle drei gehören zur Gemeinde Berglen, die gut ein Drittel des Einzugsgebietes umfasst, während der Rest zur Stadt Schorndorf gehört.

### Zuflüsse und Seen
Hierarchische Liste der Zuflüsse, jeweils von der Quelle zur Mündung. Gewässerlänge, Einzugsgebiet und Höhe nach den entsprechenden Layern auf der Onlinekarte der LUBW. Andere Quellen für die Angaben sind vermerkt.
Ursprung des Schornbachs auf etwa 401 m ü. NHN weniger als 100 Meter südwestlich des Ortsrandes von Berglen-Vorderweißbuch. Der Bach fließt zunächst südwestwärts, anfangs in offener Wiesenlandschaft
- (Anderer Quellast), von links und Ostnordosten auf etwa 385 m ü. NHN im beginnenden Schluchtwald, ca. 0,3 km[LUBW 6] und unter 0,3 km². Entsteht auf etwa 395 m ü. NHN.
Der Hauptast ist bis hierher 0,4 km[LUBW 6] lang und hat unter 0,3 km² Einzugsgebiet.
Im Wald kehren sich Tal und Bach um etwa 90° nach links.
- Buchenbächle, von rechts und Westen auf etwa 304 m ü. NHN etwa am Beginn der wieder offenen linken Unterhangs, 0,8 km und ca. 0,5 km². Entsteht auf etwa 395 m ü. NHN nahe den Betriebsgebäuden der Deponie im Wald östlich des Hohensteins.
Nach diesem Zufluss läuft der Schornbach in südöstlicher Richtung.
- Reisklingenbach, von links und Nordosten auf etwa 294 m ü. NHN unter dem Rastplatz an der K 1916 Birkenweißbuch–Schorndorf, 0,8 km und über 0,3 km². Entsteht auf etwa 393 m ü. NHN in Streich in der Straßengabel von Brunnenwiesen und Ötztalstraße.
- Mönchsklingenbach, von rechts und Westnordwesten auf etwa 273 m ü. NHN etwas von den Talsportplätze von Schornbach, 1,6 km und ca. 1,5 km². Entspringt auf etwa 382 m ü. NHN am Südrand der Deponie.
  - (Bach vom nördlichen Sulzbuckel), von rechts und Südwesten auf etwa 307 m ü. NHN nordwestlich-unter Mannshaupten am Waldrand, 0,8 km und ca. 0,4 km². Entsteht auf etwa 400 m ü. NHN.
- → (Abzweig des Mühlkanals zur Schornbacher Mühle), nach rechts am Zulauf des vorigen.
- Bodenbach, von links und Norden auf etwa 264 m ü. NHN durch Schornbach an der Schornbacher Mühle, 2,4 km und ca. 2,1 km². Entsteht auf etwa 495 m ü. NHN wenig nordwestlich von Buhlbronn.
- ← (Rücklauf des Mühlkanals zur Schornbacher Mühle), von rechts wenige Schritte weiter, 0,8 km und ca. 0,4 km².
- (Bach vom östlichen Sulzbuckel), von rechts und Westen auf etwas unter 262,4 m ü. NHN[LUBW 2] kurz nach der Schornbachquerung der Straße Helle Eichen, ca. 1,6 km[LUBW 6] und ca. 1,1 km². Entsteht  auf etwas unter 400 m ü. NHN südlich von Mannshaupten in der Waldgemarkung Sonnenschein am Ostfuß des Sulzbuckels. Lange unbeständige Wasserführung, am Unterlauf außerhalb des Waldes teilweise ohne offenen Lauf.
  - (Bach aus der Rappenklinge), von rechts und Südwesten auf etwa 271 m ü. NHN am Eintritt in die Schornbacher Siedlungsgruppe im Raingrund, ca. 0,7 km[LUBW 6] und unter 0,3 km². Entsteht auf etwa 330 m ü. NHN in einer Waldwegschlinge im Triebschlag. Unbeständige Wasserführung.
  - (Bach), von rechts und Südwesten auf etwa 266 m ü. NHN am Austritt aus der Schornbacher Siedlungsgruppe im Raingrund, ca. 0,5 km[LUBW 6] und unter 0,3 km². Entsteht auf etwa 285 m ü. NHN am Rand des Triebschlags zur Flur. Unbeständige Wasserführung.
- (Graben), von links und Nordwesten auf etwa 258 m ü. NHN nach dem Ortsende von Schornbach, unter 0,2 km[LUBW 6] und etwas über 0,1 km². Entsteht auf etwa 260 m ü. NHN an der Winnender Straße (K 1916). Schnurgerade, unbeständig wasserführender Entwässerungsgraben in den Schornbach-Aue.
- (Bach aus der Linsenklinge), von rechts und Westsüdwesten auf etwa 257 m ü. NHN, ca. 0,8 km[LUBW 6] und ca. 0,2 km². Entsteht auf etwas über 290 m ü. NHN in der unteren Klinge.
- (Graben), von links und Nordwesten auf etwa 256 m ü. NHN, ca. 0,4 km[LUBW 6] und ca. 0,2 km². Entsteht auf etwa 277 m ü. NHN am obersten Gebäude an der Stichstraße Gegen Schornbach am Unterhang des Sünchenbergs. Schnurgerader Entwässerungsgraben in den Schornbach-Aue.
- (Bach vom Holzberg), von rechts und Westsüdwesten auf etwa 256 m ü. NHN, ca. 1,1 km[LUBW 6] und ca. 0,4 km². Entsteht auf über 320 m ü. NHN im Hangwald am Holzberg. Unbeständige Wasserführung. Folgt teilweise einem Feldweg.
- Durchfließt auf etwa 255 m ü. NHN das gewöhnlich trockene Hochwasserrückhaltebecken Schornbach an der Nordseite der B 29, das bedarfsweise bis zu 65.000 m² Wasser zurückhalten kann.
Nach Unterqueren der Bundesstraße tritt der Schornbach in die Schorndorfer Siedlungszone nördlich der Rems ein und schwenkt dort nach Unterqueren der Welzheimer Straße (L 1150) für seinen letzten Viertelkilometer Lauf nach rechts.

Mündung des Schornbachs von rechts und zuallerletzt Nordosten auf 243,2 m ü. NHN im nördlichen Schorndorf in die mittlere Rems. Der Schornbach ist 6,6 km lang und hat ein 11,1 km² großes Einzugsgebiet.

### Hochwasserrückhaltebecken Schornbach
Im unteren Tal kurz vor der Siedlungsgrenze von Schorndorf wurde im Jahre 1998 unmittelbar an der Nordseite der B 29 zum Hochwasserschutz das Hochwasserrückhaltebecken Schornbach errichtet. Ein 4,48 m hoher Erddamm hält, im Falle der das Becken durchlaufende Schornbach starken Durchfluss hat, bis zu 64.700 m³ Wasser zurück, die ungesteuert wieder abfließen. Gewöhnlich liegt das von der Stadt Schorndorf betriebene Becken trocken.

## Geologie
Die höchste mesozoische Schicht im Einzugsgebiet ist der Stubensandstein (Löwenstein-Formation), der die talbegleitende Hochebene bedeckt und sich besonders rechtsseits geschlossen weit nach Süden erstreckt und der zuletzt, wie auf der linken Seite zweimal nacheinander, noch in einer Schichtinsel auftritt. Im Stubensandstein entspringen auch die beiden kurzen Oberläufe des Schornbachs nahe Vorderweißbach und alle Orte im Einzugsgebiet über dem Talgrund stehen auf ihm. Mit der zunächst engen und bewaldeten, südwestwärts ziehenden Obertalkerbe schneidet sich der Bach nacheinander durch die darunter liegenden Schichten der Oberen Bunten Mergeln (Mainhardt-Formation), des Kieselsandsteins (Hassberge-Formation), der Unteren Bunten Mergeln (Steigerwald-Formation) und des Schilfsandsteins (Stuttgart-Formation) bis in den Gipskeuper (Grabfeld-Formation), den der Grund des Bachs schon etwas vor seiner vollendeten Wende auf Südostlauf erreicht. Die genannten Schichten streichen im weiteren Talverlauf bandartig an dessen Hängen aus, das Band des Schilfsandsteins  ist dabei auffällig schmal. Der Schornbach mündet in Schichthöhe des Gipskeupers.
Im Untertal liegen am mittleren rechten Hang südlich des Dorfes Schornbach Reste alter Schuttdecken aus höheren Schichten, ab dem Zufluss des Bachs vom Osthang des Sulzbuckels findet sich am Unterhang Lösssediment aus quartärer Ablagerung, etwas weiter talabwärts und bis hinein ins nördliche Schorndorf auch angeschwemmtes Material. Der Schornbach fließt etwa ab dem Zulauf des Reisklingenbachs in einem sich ausweitenden Auenlehmband.
Vom zuständigen Landesamt sind fünf Stellen im Einzugsgebiet als Geotope ausgewiesen.
Zwischen Streich im Süden und Vorderweißbuch im Norden ist östlich der verbindenden Straße nahe einem kleinen Friedhof ein Rest der Abbauwand eines ansonsten fast verfüllten ehemaligen Steinbruchs erhalten, die Flein (Unteren Stubensandstein) zeigt.
Etwa dieselbe Schicht steht südlich von Birkenweißbuch im Bereich einer früheren Sandgrube am oberen rechten Schornbach-Hang an.
Ein größerer Steinbruch im Mittleren Stubensandstein östlich des Hohenstein-Gipfels scheint heute als Deponie verfüllt zu sein.
Ebenfalls Mittlerer Stubensandstein steht in einer aufgelassenen Sandgrube etwas westlich von Hößlinswart am mittleren Hang des Sulzbuckels an.
Einziges Geotop im Gipskeuper ist eine aufgelassene Mergelgrube am Talsporn Grafenberg zum abwärtigen Remstal, in der dessen Estherienschichten anstehen.

## Natur und Schutzgebiete
Die zwei kurzen Oberläufe des Schornbachs noch auf der Hochebene werden aus Verdolungen gespeist, sie sind etwa halbmeterbreit und kaum eingetieft. Von der rechten Seite der Talmulde erfährt der Bach zuweilen Zufluss aus einer unverbauten Quelle.
Ab seinem Waldeintritt verläuft er in einer der landschaftstypischen Klingen. Die seine ist recht steil und bis 40 Meter tief, das Bachbett auf ihrem Grund ist bis zu drei Meter breit, wechselt häufig die Richtung und zeigt Gumpen auch an den Prallhängen. Auf dem felsigen oder sandigen Bachgrund liegen zuweilen Steinblöcke. Seitlich stehen einige Sandsteinfelsen von einigen Metern Höhe, die teilweise auch überhängen, anderswo gibt es Sickerquellen am Hang, an denen sich Kalktuff abgelagert hat, der in einer kleinen rechten Nebenklinge sogar eine Sintertreppe gebildet hat.
Nachdem sich der Bach vom Wald gelöst hat, fließt er langsamer, aber weiterhin naturnah schlängelig und von einem Saum aus zumeist Erlen und Eschen begleitet und im Mittel zwei Meter breit über kiesigem bis schlammigem Grund. Vor der folgenden ersten Straßenquerung liegt rechtsseits eine Röhrichtfläche, etwas vor der zweiten weitet sich der begleitende Auwaldstreifen linksseits auf einem Abschnitt zu einem angelegten Sumpfwäldchen aus. Nach dem Zufluss des Mönchsklingenbachs auf der anderen Seite der querenden Straße wird, inzwischen im Nahbereich des Dorfes Schornbach, der Bewuchs mit Bäumen am Ufer etwas dünner, während diese am Ufer des dort rechtsseits abgehenden, recht geraden, schmalen und wenig eingetieften Mühlkanals recht dicht stehen. Im Ortsbereich schlägt der Bach, obwohl dort sonst stark verändert, einige Laufbögen bis hin zum Siedlungsende, nach welchem er sich dann nur noch wenig schlängelt. Nun laufen ihm gerade gezogene, kurze Bewässerungsgräben zu, die keinerlei Baumbewuchs am Ufer haben, er selbst ist zwischen seinen baumbestandenen Ufern bis zu zwei Metern breit und bis zu einem in sie eingetieft, sein Grund ist schlammig.
Nach Unterquerung der Bundesstraße schlängelt sich der weiterhin von Bäumen begleitete Bach im Bebauungsbereich des nördlichen Schorndorfs sogar etwas stärker als zuvor, ist aber dort im Nahbereich von Siedlungshäusern meist stark verändert, nach seinem Rechtsschwenk auf der remsnahen Seite der Welzheimer Straße sogar sehr stark, jedoch setzt die Baumgalerie am Ufer bis zur Mündung nicht aus.
Die Landschaft der linken Talhänge ab dem Aussetzen des Waldes schon merklich vor Schornbach sind geprägt von den große Flächen einnehmenden alten Obstbaumwiesen am Ellenberg nordwestlich, am Düffenberg nordöstlich und am Sünchenberg südöstlich von Schornbach, wo auf teils schmalen Grundstücken Baumreihen bergab laufen. In diesem Bereich gibt es zahlreiche Trockenmauern. Auch an der rechten Talseite wird teilweise Obstbau betrieben.
Naturdenkmale sind zwei heute gehölzüberwachsende kleine Flein-Gruben nördlich von Streich, deren eine auch Geotop ist, eine alte Sandgrube westlich von Mannshaupten am Waldrand, eine Mergelgrube am Grafenberg, der obere Bereich der Klinge zwischen Holzberg und Grafenberg, das schon erwähnte angelegte Sumpfwäldchen, eine Quelle mit Kalksinterbildungen unterm Buhlbronner Bad an einem Nebenzweig des Bodenbachs und andere.
Im Quellgebiet des Schornbachs auf der Hochebene ist zwischen Birken- und Vorderweißbuch und am Südrand des letzteren ein Wasserschutzgebiet ausgewiesen, ebenso westlich von Mannshaupten zwischen Mönchsklingenbach und Sulzbuckel. Kleinere gibt es am Westrand der Deponie im Salenhau und bei Buhlbronn über dem zulaufenden Bodenbach.
Ein nicht kleiner Teil des Einzugsgebietes vor dem und um das Dorf Schornbach liegt im Landschaftsschutzgebiet Schornbach-, Wieslauf-, Urbach- und Bärenbachtal mit angrenzenden Höhen und Sünchenberg, ein schmaler südlicher Randsaum von ihm auf dem Grafenberg im Landschaftsschutzgebiet Zipfelbachtal, Korber Kopf, Buocher Höhe, Remstalhänge, Ramsbachtal und Grafenberg.
Der Gebietsanteil der Gemeinde Berglen gehört zum Naturpark Schwäbisch-Fränkischer Wald.

### LUBW
Amtliche Online-Gewässerkarte mit passendem Ausschnitt und den hier benutzten Layern: Lauf und Einzugsgebiet des Schornbachs

Allgemeiner Einstieg ohne Voreinstellungen und Layer: Daten- und Kartendienst der Landesanstalt für Umwelt Baden-Württemberg (LUBW) (Hinweise)
1. 1 2 3  Höhe nach dem Höhenlinienbild auf dem Hintergrundlayer Topographische Karte.
2. 1 2 3  Höhe nach grauer Beschriftung auf dem Hintergrundlayer Topographische Karte.
3. 1 2  Länge nach dem Layer Gewässernetz (AWGN).
4. 1 2  Einzugsgebiet nach dem Layer Basiseinzugsgebiet (AWGN).
5. ↑  Einzugsgebiet abgemessen auf dem Hintergrundlayer Topographische Karte.
6. 1 2 3 4 5 6 7 8 9 10  Länge abgemessen auf dem Hintergrundlayer Topographische Karte.
7. ↑  Staudaten des Rückhaltebeckens nach dem Layer Stauanlage.
8. ↑  Geotope nach dem einschlägigen Layer.
9. ↑  Schutzgebiete nach den einschlägigen Layern, Natur teilweise nach dem Layer Biotop.

### Andere Belege
1. ↑  Abfluss-BW - Daten und Karten
2. ↑  Albrecht Greule: Deutsches Gewässernamenbuch. Walter de Gruyter, Berlin / Boston 2014, ISBN 978-3-11-057891-1, S. 480, „²Schornbach“ (Auszug in der Google-Buchsuche).
3. ↑  Hansjörg Dongus: Geographische Landesaufnahme: Die naturräumlichen Einheiten auf Blatt 171 Göppingen. Bundesanstalt für Landeskunde, Bad Godesberg 1961. → Online-Karte (PDF; 4,3 MB)
4. ↑  Geologie nach den Layern zu Geologische Karte 1:50.000 auf: Mapserver des Landesamtes für Geologie, Rohstoffe und Bergbau (LGRB) (Hinweise)